# 牛頓龍
牛頓龍（學名："Newtonsaurus"）是晚三疊紀恐龍的一屬，生存於當時的英國。牛頓龍有可能是屬於角鼻龍下目，由於沒有經過正式描述、命名，是個非正式名稱。
模式種是崗勃牛頓龍（"N. cambrensis"），原先被命名為鐮齒龍的一個種（Zanclodon cambrensis），後來因為找不到與鎌齒龍的關聯，而被歸類於斑龍的一種。牠的化石是一組齒列，發現於威爾斯的雷蒂亞階岩層。牛頓龍是在三疊紀與侏羅紀之間的少有恐龍之一。
自從1999年，牛頓龍這個名字出現後，古生物學家就已經很少使用，而常被當作鎌齒龍或斑龍的一個種。

## 外部連結
- First wide dissemination （页面存档备份，存于）, via the Dinosaur Mailing List
- One of the authors clarifies the name （页面存档备份，存于）, via the Dinosaur Mailing List
- https://web.archive.org/web/20090728214354/http://www.thescelosaurus.com/theropoda.htm